# Tiettaite
La tiettaite è un minerale.